# Singles 2014 - 2018
Singles 2014 - 2018 è un EP del gruppo musicale italiano Nanowar of Steel, pubblicato il 10 aprile 2018.

## Descrizione
L'EP si compone di sei brani singoli usciti dall'anno 2014 al 2018.

## Tracce
1. Sottosegretari alla Presidenza della Repubblica del True Metal (feat. Gli Atroci) – 5:01
2. Bestie di Seitan (feat. Maurizio Merluzzo) – 4:10
3. I'm Heavy (cover parodia di Happy di Pharrell Williams) – 2:34
4. Esce Ma Non Mi Rosica (cover di Celestino Camicia e Shahram Shabpareh) – 3:26
5. A Cena da Gianni (tributo a Gianni Morandi) – 4:08
6. Kurograd (feat. Asen Kralev) – 3:48

Durata totale: 23:07

## Formazione
- Potowotominimak - voce e cori
- Mr. Baffo - voce e cori
- Mohamed Abdul - chitarra
- Gatto Panceri 666 - basso
- Uinona Raider - batteria